# Fee Liechti
Fee Liechti (* 1947 in Zürich) ist eine Schweizer Filmeditorin.

## Leben
Fee Liechti arbeitet seit 1976 freiberuflich als Filmeditorin. Seit Beginn ihrer Tätigkeit im Film hat sie über 60 lange und kurze Dokumentar-, Spiel- und Animationsfilme geschnitten.
Im Jahr 1983 erhielt sie den Filmpreis der Stadt Zürich. Seit 1992 ist sie neben ihrer filmischen Tätigkeit außerdem Dozentin für das Fach Montage im Studienbereich Film/Video an der Höheren Schule für Gestaltung (HFG) in Zürich. Sie arbeitete u. a. mit den Regisseuren Bettina Oberli, Christoph Schaub, Hans-Ulrich Schlumpf, Yusuf Yesilöz, Pepe Danquart und Thomas Koerfer zusammen.
Seit 2011 hat sie hauptsächlich kurze Animationsfilme geschnitten, unter anderem Filme von Maja Gehrig, Isabelle Favez, Lena von Döhren und Anete Melece.
2022 wird ihr im Rahmen des Edimotion Filmfestivals der Ehrenpreis Schnitt verliehen; sie ist die erste Editorin aus der Schweiz, die diesen Preis entgegennehmen darf.

## Filmografie (Auswahl)

### Spiel- und Dokumentarfilme
- 1978: Trilogie 1848 – Der Galgensteiger
- 1979: Das gefrorene Herz
- 1980: Völlerei oder Inselfest (auch als Todsünde 4 bekannt)
- 1981: Das Boot ist voll
- 1983: TransAtlantique
- 1983: Akropolis Now
- 1986: Der schwarze Tanner
- 1987: Dünki Schott
- 1988: Macao oder die Rückseite des Meeres
- 1989: Dreissig Jahre
- 1991: Daedalus
- 1992: Am Ende der Nacht
- 1993: Der Kongress der Pinguine
- 1994: Von Zeit zu Zeit
- 1995: Il girasole: una casa vicino a Verona
- 1995: Rendez-vous im Zoo
- 1997: Propellerblume
- 1999: Die Reisen des Santiago Calatrava
- 2001: Stille Liebe
- 2002: Ibiza
- 2003: Die andere Hälfte
- 2005: Wanakam
- 2005: Ultima Thule – Eine Reise an den Rand der Welt
- 2010: Spoerli – Ich bin Tanzmacher
- 2011: Der Italiener

### Animationsfilme
- 2006: Tarte aux pommes
- 2009: Amourette
- 2009: Valise
- 2011: Wenn der Wind dreht
- 2012: Au coeur de l'hiver
- 2012: Der kleine Vogel und das Blatt
- 2013: Collectors
- 2013: The Kiosk
- 2014: Der kleine Vogel und das Eichhörnchen
- 2015: Flirt
- 2015: Königin Po
- 2015: Messages dans l'air
- 2016: Analysis Paralysis
- 2016: Die Brücke über den Fluss
- 2017: Der kleine Vogel und die Raupe
- 2017: Pepita & Max – Ein Alpsegen für Monsieur Raf
- 2019: Zibilla
- 2020: Der kleine Vogel und die Bienen
- 2020: Signs
- 2022: Giuseppe
- 2022: Lost Brain